# Stodůlky (stacja metra)
Stodůlky – stacja linii B metra praskiego (odcinek V.B), położona w dzielnicy o tej samej nazwie, części kompleksu mieszkaniowego Miasto Południowo-Zachodnie (Jihozápadní Město).
W zachodniej części stacji znajduje się początek tunelu, który miał według planów z lat 80. być dalszą częścią linii, wiodącą na kolejne osiedla mieszkaniowe, do których budowy jednak nie doszło. Podobnie stało się z zachodnim westybulem stacji, który nie został ukończony przed zaniechaniem budowy tych osiedli.